# 베로운카강
베로운카강(체코어: Berounka, 독일어: Beraun)은 체코 플젠주와 중앙보헤미아주를 흐르는 강으로 길이는 139.1 km, 유역 면적은 8855.5 km2이다. 베로운카강과 접한 주요 도시로는 체코 플젠, 베로운, 르제브니체, 도브르지호비체, 체르노슈이체, 프라하가 있다.